# Orgel der Stadtkirche (Waltershausen)

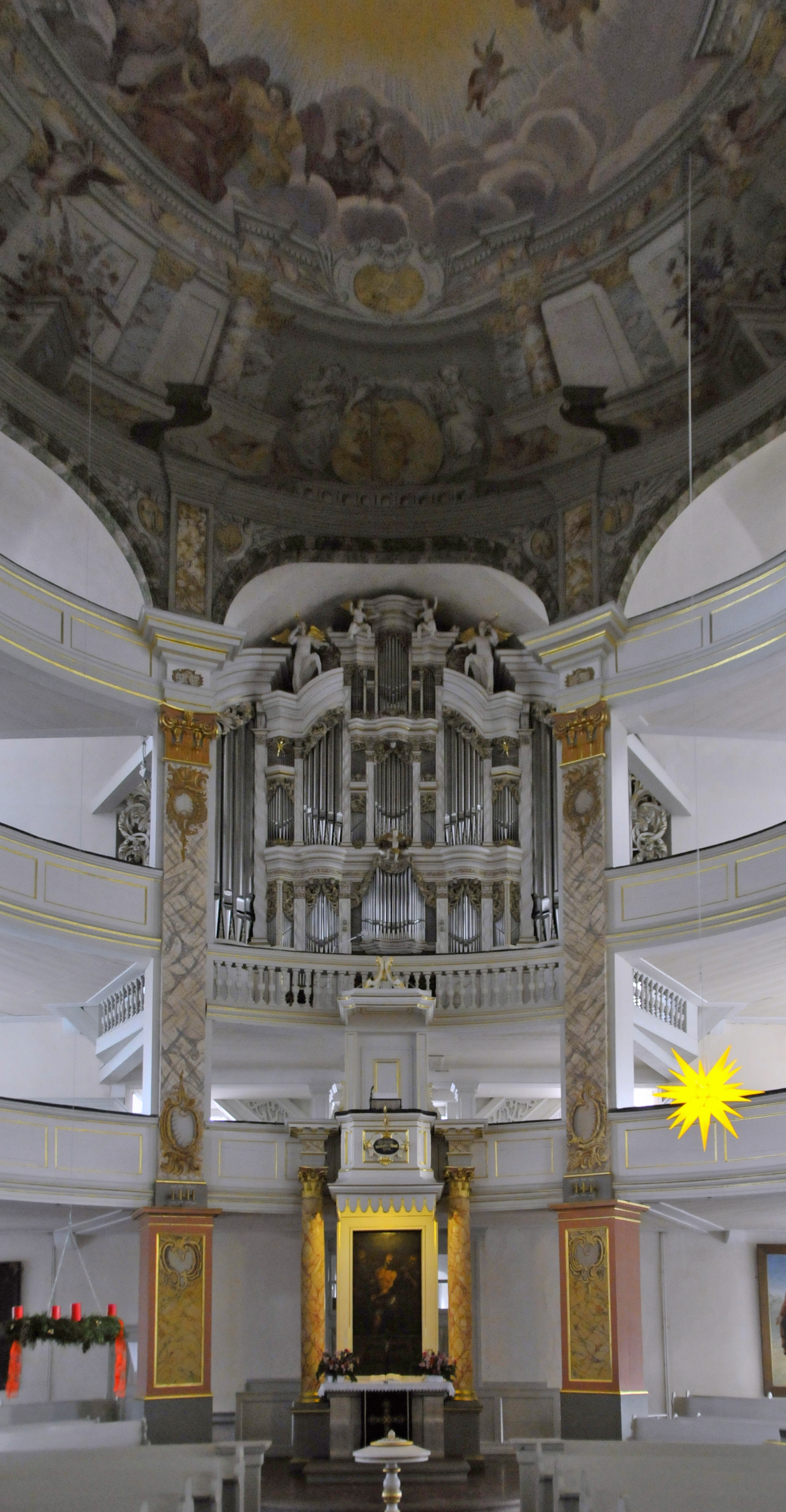
Trost-Orgel in Waltershausen

Die Orgel der Stadtkirche Waltershausen von Tobias Heinrich Gottfried Trost ist ein herausragendes Beispiel des Thüringer Orgelbaus des 18. Jahrhunderts. Mit 47 Registern, drei Manualen und Pedal ist sie die größte Barockorgel in Thüringen.

## Baugeschichte
Am 12. Mai 1722 wurde für den fast fertiggestellten Kirchenneubau eine Orgel bei Tobias Heinrich Gottfried Trost in Auftrag gegeben. Dieser hatte am 8. Februar 1722 ein Angebot über eine Orgel mit zwei Manualen und 35 Registern vorgelegt. Zwei Jahre später begannen die Vorarbeiten an der Orgel, nachdem am 4. April 1724 ein neuer Vertrag geschlossen und im Herbst des Jahres die Orgelempore abgesenkt worden war. Trost reiste 1730 aus Waltershausen ab, ohne die Orgel vollendet zu haben; zu diesem Zeitpunkt waren sechs Register noch nicht fertiggestellt. Durch die Zahlungsschwierigkeiten der Stadt beim Bau der Orgel ab 1728 sowie durch die geringe Rücksichtnahme auf den Orgelbau scheint es Trost schließlich unmöglich gewesen zu sein, die Orgel zu vollenden. Allerdings hatte er durch seine Experimentierfreudigkeit und seine unwirtschaftliche Arbeitsweise wohl keinen geringen Anteil an der verfahrenen Situation. Der Bürgermeister Marci dichtete über den „liederlichen Orgelmacher Trost“:
„Vor gethan und nach bedacht,

hat manchen,

und auch Uns bey diesem gantzen

Kirch-Bau, in viel Leid und Unglück bracht.

Der Orgelmacher heisst zwahr Trost,

doch giebt Er uns gar schlechten Trost,

Ach weren wir vom Trost erlost.“
1755 wurde die Orgel von verschiedenen Orgelbauern vervollständigt, vermutlich wesentlich von Johann Heinrich Puppert.
In den Jahren 1853 bis 1855 erfolgte ein Umbau und eine Reparatur durch Johann Michael Hesse II., welcher durch Abschneiden der Pfeifen eine Höherstimmung bewirkte. Hugo Böhm baute 1896 eine neue Gebläseanlage ein. Die komplette Windanlage wurde 1958/1959 erneuert und die Kanalanlage von Trost aufgegeben. Die Firma Eule nahm in diesem Zuge einen Austausch von Registern zugunsten neobarocker Stimmen vor.
Nach Vertragsabschluss im Jahr 1993 mit der Firma Orgelbau Waltershausen GmbH über eine vollständige Restaurierung wurde diese in den Jahren 1995 bis 1998 ausgeführt und die Orgel in den ursprünglichen Zustand versetzt.

## Besonderheiten
Die Disposition mit vielen achtfüßigen und engmensurierten Registern zeigt, dass es sich um ein typisches mitteldeutsches Instrument des 18. Jahrhunderts handelt. Der Klang ist wenig lautstark, sondern warm und differenziert. Andererseits weist sie eine Reihe von Besonderheiten auf, wie beispielsweise den dreigeschossigen Prospektaufbau, den Geigenprincipal 4′ im Prospekt über dem Spieltisch mit eigenem Ventilkasten und die zahlreichen Transmissionen. Heute sind noch ca. 70 % der Originalsubstanz an Pfeifen vorhanden.

## Disposition seit 1998 (= 1730/1755)
| I Brustwerk C–c3 |                 |            |
| 1.               | Gedackt         | 8′         |
| 2.               | Nachthorn       | 8′         |
| 3.               | Principal       | 4′         |
| 4.               | Flöte douce     | 4′         |
| 5.               | Nachthorn       | 4′         |
| 6.               | Gemshorn        | 4′         |
| 7.               | Spitz-Qvinta    | 3′         |
| 8.               | Nassad-Qvinta   | 3′         |
| 9.               | Octava          | 2′         |
| 10.              | Sesqvialtera II |            |
| 11.              | Mixtura IV      | [ Anm. 2 ] |
| 12.              | Hautbous        | 8′         |

| II Hauptwerk C–c3 |                  |            |
| 13.               | Portun-Untersatz | 16′        |
| 14.               | Groß Qvintadena  | 16′        |
| 15.               | Principal        | 8′         |
| 16.               | Gemshorn         | 8′         |
| 17.               | Viol d’Gambe     | 8′         |
| 18.               | Portun           | 8′         |
| 19.               | Qvintadena       | 8′         |
| 20.               | Unda maris       | 8′         |
| 21.               | Octava           | 4′         |
| 22.               | Salcional        | 4′         |
| 23.               | Röhr-Flöta       | 4′         |
| 24.               | Celinder-Qvinta  | 3′         |
| 25.               | Super-Octava     | 2′         |
| 26.               | Sesqvialtera II  |            |
| 27.               | Mixtura VI-VIII  | [ Anm. 4 ] |
| 28.               | Fagott           | 16′        |
| 29.               | Trompetta        | 8′         |

| III Oberwerk C–c3 |                  |    |
| 30.               | Flöte Dupla*)    | 8′ |
| 31.               | Vagarr           | 8′ |
| 32.               | Flöte travers    | 8′ |
| 33.               | Liebl. Principal | 4′ |
| 34.               | Spitzflöte       | 4′ |
| 35.               | Gedackt Qvinta   | 3′ |
| 36.               | Wald-Flöte       | 2′ |
| 37.               | Hohl-Flöte       | 8′ |
| 38.               | Vox humana       | 8′ |
| 39.               | Geigen-Principal | 4′ |
|                   | Tremulant        |    |

| Pedal C–d1 |                               |     |
| 40.        | Groß Principal                | 16′ |
| 41.        | Sub-Bass                      | 16′ |
| 42.        | Violon-Bass                   | 16′ |
| 43.        | Octaven-Bass                  | 8′  |
| 44.        | Celinder-Qvinta               | 6′  |
| 45.        | Posaunen-Bass                 | 32′ |
| 46.        | Posaunen-Bass                 | 16′ |
| 47.        | Trompetten-Bass               | 8′  |
|            | Qvintadenen-Bass (= Nr. 14)   | 16′ |
|            | Viol d’Gamben-Bass (= Nr. 17) | 8′  |
|            | Portun-Bass (= Nr. 18)        | 8′  |
|            | Super-Octava (= Nr. 21)       | 4′  |
|            | Röhr-Flöten-Bass (= Nr. 23)   | 4′  |
|            | Mixtur-Bass VI (= Nr. 27)     |     |

- Koppeln: III/II (Hakenkoppel), I/II (Schiebekoppel), I/P (Hakenkoppel), II/P (Windkoppel)
- Spielhilfen: Sperrventile
- Tremulant zu allen Manualen
- Zwei Cimbelsterne
- Calcant

1. 1 2 3 4 5 6  1996–1998 rekonstruiert.
2. ↑  Teilweise rekonstruiert.
3. ↑  Trichterförmig.
4. ↑  Teilweise rekonstruiert.
5. ↑  Zweifach: eine konische offene Reihe aus Holz, eine zylindrische gedeckte Reihe aus Metall.
6. ↑  Nach den Angaben auf der Website der Orgel ist hier die Länge der Pfeifen bezeichnet, das Register klingt als 4'.
7. ↑  Steht auf einer eigenen Windlade, die mit einer Hakenkoppel an das Oberwerk gekoppelt wird.
8. ↑  Alle Transmissionen nur bis c1.

| C–h:   |    |   |        |   |    |   |        |   |       |   | 2′ |   |        | + | 1 ⁄3′  | + | 1′ | + | 4⁄5′ | + | 2⁄3′ | + | 1⁄2′ |
| c1–h1: |    |   |        |   | 4′ |   |        | + | 2 ⁄3′ | + | 2′ | + | 1 3⁄5′ | + | 1 ⁄3′  | + | 1′ | + | 4⁄5′ | + | 2⁄3′ |   |      |
| Ab c2: | 8′ | + | 5 1⁄3′ | + | 4′ | + | 3 1⁄5′ | + | 2 ⁄3′ | + | 2′ | + | 1 3⁄5′ | + | 1 ⁄3′. |   |    |   |      |   |      |   |      |

| C–h:   |    |   |       |   | 2′ |   |         | + | 1 ⁄3′ | + | 1′ | + | 4⁄5′ |
| c1–h1: |    |   |       |   | 2′ | + | 1 3⁄5′  | + | 1 ⁄3′ | + | 1′ |   |      |
| Ab c2: | 4′ | + | 2 ⁄3′ | + | 2′ | + | 1 3⁄5′. |   |       |   |    |   |      |

## Technische Daten
- 47 klingende Register
- Anzahl aller Pfeifen: 2806
  - Prospektpfeifen: 318
  - Metallpfeifen: 2071 (ca. 75 %)
  - Holzpfeifen: 458
  - Zungenpfeifen: 277 (ca. 10 %)
  - Anzahl der originalen Pfeifen: 1981, 40 Register (ca. 70 %)
- Größe der Orgel:
  - Höhe der Orgel: 8,3 m
  - Breite: 8,8 m
  - Tiefe (ohne Pedaltürme): 2,2 m
- Windversorgung:
  - Vier Spanbälge (Keilbälge)
  - Balgtretanlage
  - Gesamtlänge aller Windkanäle: 159 m
  - Winddruck: 69 mmWS
- Traktur:
  - Tontrakur: Mechanisch
  - Registertraktur: Mechanisch
- Stimmung:
  - Höhe a1= 466,8 Hz bei 15 °C
  - Wohltemperierte Stimmung (1⁄5 pythagoreisches Komma)